# شاندلير روبنز
شاندلير روبنز (بالإنجليزية: Chandler Robbins)‏ هو عالم حيوانات وعالم طيور أمريكي، ولد في 17 يوليو 1918 في بيلمونت في الولايات المتحدة، وتوفي في 20 مارس 2017 في لوريل في الولايات المتحدة بسبب فشل تنفسي.